# Salem Ali Ibrahim
Salem Ali Ibrahim (Arabic:سالم علي إبراهيم) (sinh ngày 27 tháng 9 năm 1993) là một cầu thủ bóng đá người Các Tiểu vương quốc Ả Rập Thống nhất. Hiện tại anh thi đấu cho Al Jazira.